# Preventivni uzroci smrti
Svetska zdravstvena organizacija je tradicionalno klasifikovala smrt prema primarnom tipu bolesti ili povrede. Međutim, uzroci smrti se isto tako mogu klasifikovati u pogledu preventivnih faktora rizika, kao što su pušenje, nezdrava ishrana, seksualno ponašanje, i nesmotrena vožnja, svi od kojih doprinose znatnom broju različith oboljenja. Takvi faktori rizika se obično ne evidentiraju direktno na umrlicama, iako su zastupljeni u medicinskim izvještajima.

## Globalni uzroci
Procenjuje se da od oko 150.000 ljudi koji svakodnevno umiru širom sveta, oko dve trećine - 100.000 dnevno - umiru od uzroka povezanih sa uzrastom, od starosti. U industrijalizovanim zemljama proporcija je znatono veća, i doseže 90 percenata. Stoga je biološko starenje (senescencija) vodeći uzrok smrti. Da li se senescencija kao sam biološki proces može usporiti, zaustaviti ili čak preokrenuti, predmet je aktuelnih naučnih spekulacija i istraživanja.

### Podaci iz 2001
Vodeći uzroci preventivnih smrtnih slučajeva širom sveta do 2001. godine, prema stanovištu istraživača koji sarađuju sa Projektom prioriteta kontrole bolesti (DCPN) i Svetskom zdravstvenom organizacijom (SZO) su prikazani u donjoj tabeli. (Podaci SZO iz 2008. godine pokazuju veoma sličan trend.)
| Uzrok                                     | Broj smrtnih slučajeva koji su nastali (miliona godišnje) |
| ----------------------------------------- | --------------------------------------------------------- |
| Hipertenzija                              | 7.8                                                       |
| Pušenje duvana                            | 5.4                                                       |
| Neuhranjenost                             | 3.8                                                       |
| Seksualno prenosive bolesti               | 3.0                                                       |
| Loša ishrana                              | 2.8                                                       |
| Prekomerna težina i gojaznost             | 2.5                                                       |
| Fizička neaktivnost                       | 2.0                                                       |
| Alkohol                                   | 1.9                                                       |
| Kućno zagađenje vazduha od čvrstih goriva | 1.8                                                       |
| Voda koja nije bezbedna i loša sanitacija | 1.6                                                       |

Godine 2001. je u proseku 29.000 dece umiralo od preventabilnih uzroka svakog dana (drugim rečima oko 20 smrtnih slučajeva svakog minuta). Autori prižaju sledeći kontekst:
| „ | Oko 56 miliona ljudi je umrlo 2001. godine. Od toga 10,6 miliona su bila deca, 99% kojih je živelo u zemljama sa niskim do srednjih prosečnih prihoda. Više od polovine smrti dece 2001. godine se može pripisati akutnim respiratornim infekcijama, boginjama, dijareji, malariji, i HIV/AIDS. | ” |